# Johann Jacob Bremi-Wolf
Johann Jacob Bremi-Wolf (Zürich, 1791 – 1857) was een Zwitsers entomoloog.
Hij wilde priester worden maar moest dat opgeven omdat hij doof werd als gevolg van een ziekte. Bremi-Wolf was een van de meer ijverige waarnemers van insecten en een van de meest actieve entomologen in Zwitserland. Hij was autodidact en wist de studie van de entomologie tot een goed einde te brengen. Bremen-Wolf publiceerde diverse artikelen over insecten (vooral over Diptera) in Zwitserse tijdschriften en heeft een lijst van Zwitserse kevers gepubliceerd.

## Publicaties
- Catalog der schweizerischen Coleopteren, als Vorläufer der Beiträge für schweizerische Entomologie (1856)
- Forscherleben eines Gehörlosen (1857)

- Gemeinsame Normdatei: 103128964
- Historisch woordenboek van Zwitserland: 028787
- Istituto Centrale per il Catalogo Unico: VIAV163146
- Virtual International Authority File: 12709860
- WorldCat: E39PBJfrGpDPm6p4PMbRmJTJXd